# 漸近的に平坦な時空
漸近的に平坦な時空（ぜんきんてきにへいたんなじくう、英: asymptotically flat spacetime）とは、大雑把に言えばある領域から十分に離れると曲率がゼロになり、ミンコフスキー空間と区別がつかなくなるようなローレンツ多様体のことをいう。
この用語は一般のローレンツ多様体に対しても適用できるが、計量重力理論、特に一般相対性理論における場の方程式の解としての時空に対して用いられることが最も多い。この場合、漸近的に平坦な時空とは重力場および物質その他の場がある領域よりも十分に離れれば無視できるような時空ということができる。特に、漸近的に平坦な真空解では、重力場（曲率）が重力源（典型的には星などの孤立した有限質量物体）から十分離れれば無視できる。

## 直感的重要性
漸近的平坦性という条件は、数学および他の物理理論で用いられる条件と類似している。これらの条件は物理的な場や数学的な関数が適当な意味で「漸近的にゼロになる」ことを意味する。
一般相対性理論では、漸近的に平坦な真空解は孤立した有限質量物体の外部重力場のモデル化に用いられる。したがって、このような時空は孤立系、すなわち「外部からの影響が無視できる系」と考えてよい。実際には、物理学者が漸近的に平坦な星のモデルを構築する際に星をただ一つ含み他には何もない宇宙を想像することはほとんどない。むしろ、物理学者が興味を持つのは他の物体による重力の影響が無視できるような星の内部および外部のモデル化である。天体同士の距離は通常はそれぞれの直径に比べて非常に大きいので、このような理想化が適用でき、これにより解の構築および解析が非常に単純化できる。

## 形式的定義[2]
多様体 M が漸近的に単純であるとは、 M のどんなヌル測地線の未来端点も過去端点も {\displaystyle {\tilde {M}}} の境界上にあるような共形コンパクト化 {\displaystyle {\tilde {M}}} が可能であることを意味する。
過去端点についての条件はブラックホールにおいて成り立たないので、弱い漸近的単純性条件を適当な漸近的に単純な多様体の共形コンパクト化 {\displaystyle {\tilde {M}}} について、その境界近傍と等長な開集合 U⊂M が存在するという条件として定義する。
弱い漸近的単純性条件を満たす多様体が、{\displaystyle {\tilde {M}}} の近傍でリッチテンソルがゼロとなるという意味で漸近的に空白であるとき、その多様体は漸近的に平坦であるという。

## 例と反例
孤立した物体をモデル化した時空のみが漸近的平坦性を満たす。たとえば均一な時空である FRW ダストモデルは漸近的に平坦な時空とは対極にある。
漸近的に平坦な時空の単純な例としてシュワルツシルト真空が挙げられる。より広くは、カー解も漸近的平坦性を満たす。しかし、もう一つの良く知られたシュワルツシルト真空の一般化である NUT 真空は漸近的平坦性を満たさない。より単純な一般化であり、ド・ジッター宇宙に置かれた球対称の有限質量物体をモデル化するシュワルツシルト・ドジッター・ラムダ真空解（またはケトラー解）は漸近的に平坦ではない。
一方、漸近的平坦性を満たすものとして、ワイル真空およびそれに回転を加えた一般化であるエルンスト真空（静的かつ軸対象で漸近的に平坦な真空解全般）が重要である。これらの多様体は大幅に単純化された偏微分方程式系の解空間を成し、計量を明示的に（たとえば回転楕円体チャート上で）多重極展開により書き下すことができる。

## 座標を用いた定義
最も単純（かつ歴史的に最初の）漸近的平坦性の定義は、ある意味で原点から十分遠い領域でミンコフスキー時空上のデカルト座標のように振る舞う座標 {\displaystyle t,x,y,z} により表わされる座標チャートを持つ時空を漸近的に平坦な時空と定義するものである。ここでいうある意味でとは、計量が（物理的に観測できない）ミンコフスキー背景計量と摂動テンソルとの和として {\displaystyle g_{ab}=\eta _{ab}+h_{ab}} のように書け、 {\displaystyle r^{2}=x^{2}+y^{2}+z^{2}} とおいた上で次が満たされることをいう。
- {\displaystyle \lim _{r\rightarrow \infty }h_{ab}=O(1/r)}
- {\displaystyle \lim _{r\rightarrow \infty }h_{ab,p}=O(1/r^{2})}
- {\displaystyle \lim _{r\rightarrow \infty }h_{ab,pq}=O(1/r^{3})}

摂動テンソルの偏微分がこんなに急速にゼロに収束することを要求する理由の一つとして、（計量重力理論において粗視化した表記が意味を持つ程度において）重力場のエネルギー密度が {\displaystyle O(1/r^{4})} で零に収束し、それは物理的に感じられるからである（古典電磁気学では点電荷の電磁場のエネルギー密度は{\displaystyle O(1/r^{4})} でゼロに収束する。

## 座標を用いない定義
1962年ごろ、 ヘルマン・ボンディやレイナー・K・サックスらは一般相対性理論におけるコンパクト重力源からの放射現象一般について研究を始め、より柔軟な漸近的平坦性の定義が必要となった。1963年、ロジャー・ペンローズは代数幾何から今日では共形コンパクト化と呼ばれている重要な発明を輸入し、1972年にはロバート・ジェロックがこれを用いて真に座標を用いない漸近的平坦性の定義の定式化における適切な極限の評価という難題を迂回した。この新しいアプローチでは、全てを適切に設定すれば、漸近的平坦性を検証するためにはある位置で関数を評価するだけでよい。

## 応用
一般相対論における厳密解の研究および関連する理論において、漸近的平坦性は技術的条件として極めて有用である。それにはいくつかの理由が挙げられる。
- 一般相対性理論（および関連する物理理論）上の現象のモデルは適切な微分方程式系の解として与えられるが、漸近的平坦性を仮定することは、境界値問題の定式化および求解を補助する境界条件を与える。
- 一般相対論のような計量重力理論において、質量や角運動量などの重要な物理的概念に一般的定義を与えることは通常は不可能である。しかし、漸近的平坦性を仮定することにより、漸近的に平坦な解に対して意味を成す便利な定義を与えることが可能である。
- 若干わかりづらいが、漸近的平坦性を用いることにより代数幾何学および微分位相幾何学の分野から重要で複雑な数学的概念を、たとえば事象の地平線の有無のような重要な特性を定義および研究するために物理学に輸入することができる。

## 批判
重力物理学における漸近的平坦性という考え方は、理論面からも技術面からも批判を受けている。
「静的」で球対称な星をモデル化するのは全く困難ではない。星の内部には完全流体モデルを適用し、表面において漸近的に平坦な真空外部解、すなわちシュワルツシルト解と接続すればよい。実際、このような静的な星のモデルを全て、その存在性を十全に明らかにするような形で書き下すことができる。これだけの成功の一方、完全流体内部解と漸近的に平坦な外部真空解と接続することにより「回転する」星をモデル化することが数学的に言って非常に難しいという事実は衝撃的でさえある。このことが一般相対論における漸近的平坦性の考え方に対する技術的な反対の最も目立った立脚点である。
この反対について詳細を述べる前に、物理理論一般に関する見過されることが多い点について簡潔に述べておくのが適切であろう。
漸近的平坦性は、重力理論の現在の「ゴールドスタンダード」である一般相対性理論と、それに「取って代わられた」より単純な理論、ニュートン重力理論の両方において非常に有用な理想化である。より複雑な重力理論によってより正確に物理法則をモデル化するという（いままでのところほとんど仮説上の）繰り返しにより、理論は単調により「強力」になっていくと期待する人がいるかもしれない。この希望はおそらくナイーブなものである。我々は単調な「改良」というよりもむしろ様々な理論的トレードオフにおける選択の範囲が単調に増加していくことを予期すべきである。特に、物理理論がより「正確」になるにつれ、それまでのより緩い（制限の多くない）理論よりも理想化の適用はどんどん困難になっていくことを予期すべきである。これは理論がより正確であるためには必然的により正確な境界条件を課することが要求され、そのためにより単純な理論で普及していた理想化をより複雑な理論にどのように適用すべきかを理解することは困難となりうる。実際に、以前の理論で許容された理想化のいくつかは後継理論においては許容されないということを予期しておくべきである。
この現象には祝福でもあり呪いでもある。たとえば、孤立した点粒子という概念を許容しないより複雑な理論を提唱する物理学者もいる。実際、シュワルツシルト真空解の存在にもかかわらず、一般相対性理論自体がそれを許容しないと主張する者もいる。彼らが正しければ、いわば自己否定的な学術的誠実性、あるいは現実主義を身につけるべきなのかもしれない。しかし、点粒子の概念のようないくつかの理想化が（より単純な理論でさえ問題を引き起こしてはいたものの）物理学において有用性を証明してきたことを考えると、それには大きな代価が伴うだろう。
どちらにせよ、孤立した「回転する」物体を一般相対論的にモデル化する厳密解は現在のところ非常に少数しか知られていない。実際、有用な解としてはノイゲバウアー・マイネル・ダスト（漸近的に平坦な真空領域に取り囲まれた、剛体的に回転する薄い（有限半径の）ダスト円盤のモデル化）とそのいくつかの変種が知られているのみである。特に、回転する星のモデル化する方法として最も単純に考えられる、カー外部真空解と接続できる完全流体内部解は一つも知られていない。このことはシュワルツシルト真空解に接続できる流体内部解が十全に得られていることと対比して驚くべきことである。
実際、ペトロフ分類で D に分類されるカー真空解に接続される内部解はやはり D である必要がある。ペトロフ分類で D に分類され、真空外部解と接続のできる有限な表面を持つ完全流体解としてはワールキスト流体が知られている。しかし、ワールキスト流体はどんな漸近的に平坦な真空解とも接続することができない。したがって、ナイーブな予測と反し、カー真空外部解とも接続できない。極少数の（実際には一人）物理学者は一般相対性理論は漸近的に平坦な解を十分に一般的には許容しないという理由で受け容れられないと信じているようである（この主張はどうやらマッハの原理を少くとも一部否定することを含意している！）が、前述の議論とこの仮定とは矛盾する。
この問題に対する物理学者の間で主流の見方は次のようにまとめられるだろう。
- アルバート・アインシュタインやジョン・ホイーラーを始めとする多くの著名な研究者がマッハの原理を利用しているにもかかわらず、この原理の現状は運動量保存のような広く受け容れられている原理とは異なり、非常に曖昧である。
- 一般相対性理論は（原理的には）どんな現実的な天文学的状況をもモデル化できるだけの十分多様な解に加えて、（一見）非常に非現実的な解をも許容している。